# Dorothea Erxleben
Dorothea Christiane Erxleben (Quedlinburg, 13 novembre 1715 – Quedlinburg, 13 giugno 1762) è stata una medica tedesca, la prima in tutta la Germania.

## Biografia
Dorothea era la primogenita del medico Christian Polycarpus Leporin, un uomo illuminato che educò con cura sia la figlia che il figlio. Desiderosa d'intraprendere degli studi di medicina come avevano fatto il padre e il fratello, nel 1740 scirsse direttamente al re Federico II per ottenere il permesso d'iscriversi alla stessa università a cui si era iscritto il fratello. Oltre alla passione per la medicina era stata ispirata anche dal successo ottenuto dalla scienziata italiana Laura Bassi che nel 1732 aveva ottenuto un titolo dottorale presso l'Università di Bologna. 
Nel 1741 ricevette il permesso reale per iscriversi, ma non poté farlo perché nel frattempo il fratello si era macchiato di alto tradimento sfuggendo all'aruolamento dovuto alla prima guerra di Slesia. La giovane donna decise di sposarsi con Johann Erxleben, un vedovo già padre di cinque figli. Con lui ebbe altri quattro figli fra cui Johann Christian Polycarp Erxleben, famoso per essere stato il primo in Germania a fondare una scuola veterinaria accademica. Nel 1742 pubblicò un trattato intitolato Analisi approfondita delle cause che impediscono alle donne di studiare in cui contestava tutte le motivazioni addotte per escludere le donne dalle università. Nel 1749 scrisse anche  Pensieri razionali sull’educazione del gentil sesso in cui spiegava, in modo anonimo, perché amava praticare la medicina.
Erxleben, che aveva sempre praticato con il padre, riprese il suo studio alla morte di quest'ultimo. Nel 1753, una delle sue pazienti decede e tre medici la denunciano per praticare la medicina senza titolo. Dichiarata colpevole, le viene espressamente vietato di praticare. Erxleben decide di riprendere il permesso reale ottenuto nel 1741 e presenta la sua tesi di medicina presso l'università di Halle. Nel giugno 1754 Dorothea Leporin Erxleben divenne la prima donna in Germania a ottenere una laurea in medicina.
Morì all'età di 46 anni ma, malgrado la sua ottima reputazione come medico ed alla sua lotta contro i pregiudizi, furono necessari altri cento anni prima che le donne tedesche avessero accesso libero all'università. In Germania corsi universitari furono aperti alle donne nel 1893.